# Andreas Wagenhaus
Andreas Wagenhaus (* 29. října 1964, Naumburg) je bývalý německý fotbalista, obránce, východoněmecký reprezentant.

## Fotbalová kariéra
Ve východoněmecké oberlize hrál za Hallescher FC Chemie a Dynamo Drážďany, nastoupil v 87 ligových utkáních a dal 12 gólů. V roce 1990 získal s Dynamem Drážďany mistrovský titul i východoněmecký fotbalový pohár. Po sjednocení Německa hrál v Bundeslize za Dynamo Drážďany, nastoupil v 50 bundesligových utkáních a dal 1 gól. Dále hrál v Turecku za Fenerbahçe SK, nastoupil v 18 ligových utkáních a dal 1 gól. Dále pokračoval v nižších soutěžích za SV Waldhof Mannheim, ve Švýcarsku za FC Gossau, v Německu za VfL Halle 1896 a SpVgg Lindau. Kariéru končil v nižších rakouských soutěžích v týmech FC Dornbirn 1913, FC Schwarzach a FC Krumbach. V Poháru mistrů evropských zemí nastoupil ve 7 utkáních. Za východoněmeckou reprezentaci nastoupil v roce 1990 ve 3 utkáních.

## Ligová bilance
| Ročník                                  | Zápasy | Góly | Klub                 |
| --------------------------------------- | ------ | ---- | -------------------- |
| DDR-Oberliga 1983/84                    | 9      | 1    | Hallescher FC Chemie |
| DDR-Liga 1984/85                        | 13     | 2    | Hallescher FC Chemie |
| DDR-Liga 1985/86                        | 31     | 1    | Hallescher FC Chemie |
| DDR-Liga 1986/87                        | 31     | 4    | Hallescher FC Chemie |
| DDR-Oberliga 1987/88                    | 22     | 4    | Hallescher FC Chemie |
| DDR-Oberliga 1988/89                    | 17     | 4    | Hallescher FC Chemie |
| DDR-Oberliga 1989/90                    | 17     | 1    | Dynamo Drážďany      |
| DDR-Oberliga 1990/91                    | 22     | 2    | Dynamo Drážďany      |
| Německá fotbalová Bundesliga 1991/92    | 27     | 0    | Dynamo Drážďany      |
| Německá fotbalová Bundesliga 1992/93    | 21     | 1    | Dynamo Drážďany      |
| Německá fotbalová Bundesliga 1993/94    | 2      | 0    | Dynamo Drážďany      |
| Süper Lig 1993/94                       | 18     | 1    | Fenerbahçe SK        |
| 2. německá fotbalová Bundesliga 1994/95 | 18     | 2    | SV Waldhof Mannheim  |
| 2. německá fotbalová Bundesliga 1995/96 | 20     | 0    | SV Waldhof Mannheim  |
| 2. německá fotbalová Bundesliga 1996/97 | 13     | 0    | SV Waldhof Mannheim  |
| 2. švýcarská fotbalová liga 1996/97     | 13     | 0    | FC Gossau            |
| CELKEM DDR-Oberliga                     | 49     | 0    |                      |
| CELKEM Německá fotbalová Bundesliga     | 123    | 4    |                      |